# Naviduct Krabbersgat
Naviduct Krabbersgat is het eerste naviduct ter wereld, een aquaduct waarbij zich in de waterloop een schutsluis bevindt. Het is in 2003 geopend bij Enkhuizen. De sluis en het aquaduct zelf liggen in de provincie Flevoland. De sluizen hebben een lengte van 125 meter, een breedte van 12,5 meter en een drempeldiepte van -4,50 meter NAP, in de CEMT-klasse Va.

## Naam
Een aquaduct is een soort brug waarmee water over een (spoor)weg of een ander water geleid wordt. De term naviduct wordt als volgt verklaard: "constructie waarbij het wegverkeer een, in een dijk gelegen, sluis onderlangs passeert". Discutabel is of het hier een bijzonder aquaduct betreft, of een tunnel. Wanneer men het land verlaagt om de kruising met het water mogelijk te maken is er eerder sprake van een tunnel; betreft het echter geen buis, maar een brug, waarbij men onderlangs een kunstmatige constructie passeert waar geen land naast ligt, dan spreekt men van brug, aquaduct of viaduct.

## Aanleiding tot bouw
Het Markermeer wordt sinds 1975 van het IJsselmeer gescheiden door de Houtribdijk. Deze dijk was aangelegd als beoogde noordelijke waterkering van een geprojecteerde maar nooit aangelegde droogmakerij, de Markerwaard. De Krabbersgatsluis, vlak bij Enkhuizen, verzorgde de waterverbinding tussen de beide meren. De sluis kruiste echter de autoweg N307, waarbij vaak oponthoud ontstond voor zowel weg- als waterverkeer. Halverwege de jaren negentig is besloten hier een aquaduct aan te leggen.
Omdat de verbinding tussen Markermeer en IJsselmeer slechts door middel van een sluis gemaakt kon worden, is er voor de speciale oplossing van een naviduct gekozen; een aquaduct in een aangelegde polder, waar de weg onder de dubbele sluis door gaat. Auto's kruisen het naviduct op -10,80 meter NAP.

## Constructie
Het naviduct is in een speciaal aangelegde polder gebouwd. Om wateroverlast te voorkomen is de grondwaterspiegel in de polder verlaagd tot -12,00 meter NAP. De polder is ruitvormig met een lengte van 500 meter en een breedte van 160 meter en is gevormd door damwanden in te slaan tot in de Eemkleilaag op -25 meter NAP. De dijk van de polder gaat tot +6 meter NAP. Een uitgebreid drainage- en zuiveringssysteem zorgt voor een goede waterafvoer wanneer er veel neerslag valt.
Het naviduct is net als de polder op staal gefundeerd. Hiervoor is het bestaande grondpakket tot op een diepte van -11,50 meter NAP weggebaggerd en vervangen door een zandpakket. Dit om voldoende stijfheid in de grond te kunnen garanderen en extreme zettingen te voorkomen.
Elke sluiskolk bestaat uit zeven segmenten: een middenelement, vier sluiselementen en twee kopelementen. De kop- en middenelementen zijn aan elkaar gekoppeld, de rest is los van elkaar gebouwd. Omdat de sluizen niet in het land zijn gebouwd, maar vrij in de lucht, moeten ze goed waterdicht gemaakt worden.
De stalen sluisdeuren zijn van het type puntdeuren, die tot een verval van 1 meter kunnen schutten en tot 3,2 meter keren.

## Natuureiland

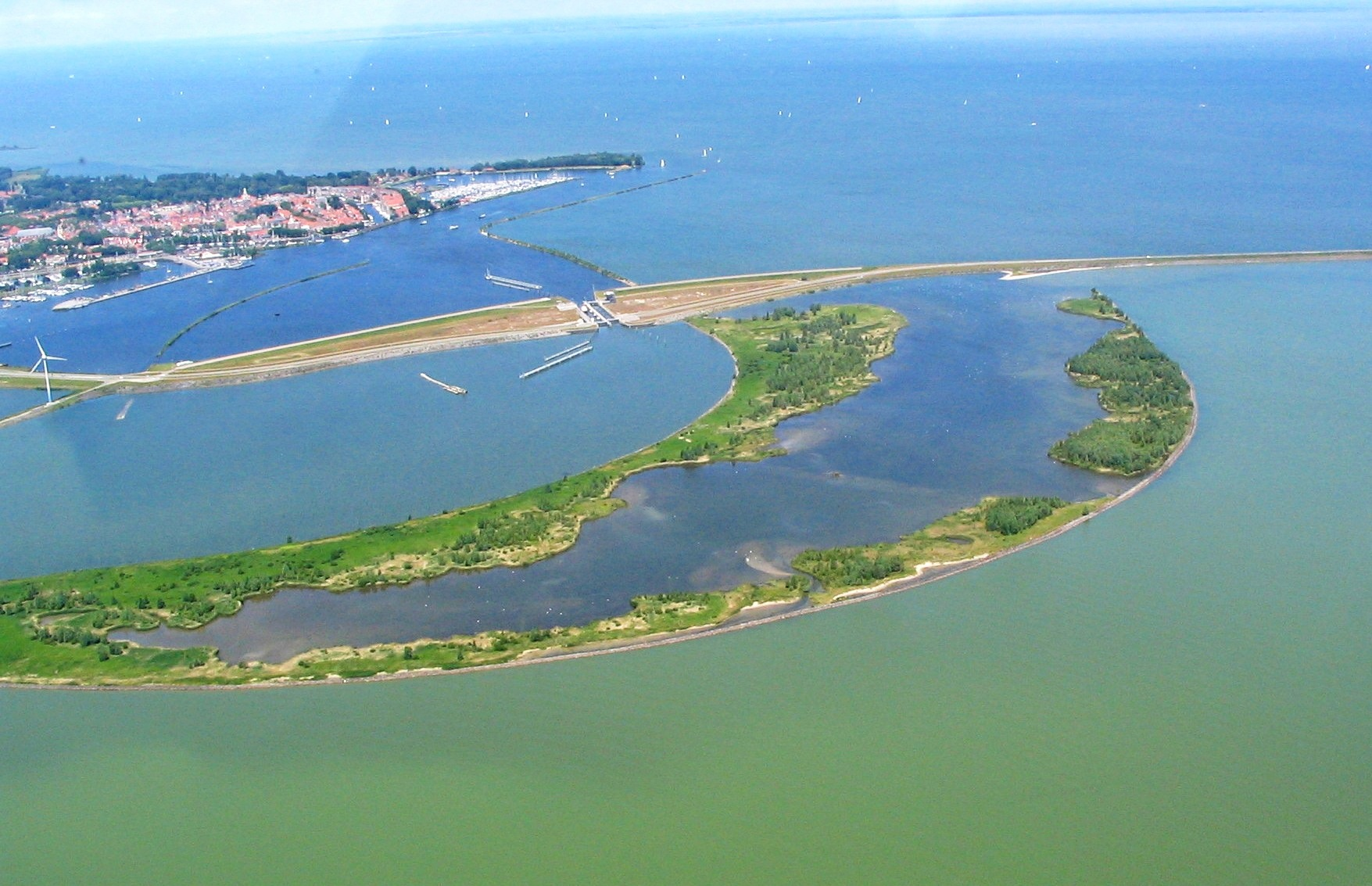
Natuurgebied bij het naviduct Krabbersgat (2009)

In aansluiting op het dijkeiland dat werd aangelegd om de aanleg van het naviduct mogelijk te maken, is er in het Markermeer, aan de zuidzijde van de Markerwaarddijk, een natuureiland gevormd. Het is gelegen in het eermalige Hoornsche Gat, pal ten zuidoosten van het naviduct, en is ontstaan op het eerder daar opgeworpen gronddepot ten behoeve van de aanleg van het naviduct. Het is 70 ha groot en vormt als lagune-achtige zône een natuurlijke bescherming van de naviductpolder. Dit sikkelvormige, op twee dammen aangelegde schiereiland is op één uiterste punt nog net verbonden met het dijkeiland. Het zo ontwikkelde nieuwe natuurgebied heeft ook gediend als prototype voor de later gevolgde projecten Marker Wadden en Trintelzand. Het maakt deel uit van het Nationaal Park Nieuw Land, waarvan het het noordelijkste deelgebied is. Het ligt - evenals het aquaduct zelf - binnen de grenzen van de provincie Flevoland.

## Fotogalerij (2015)

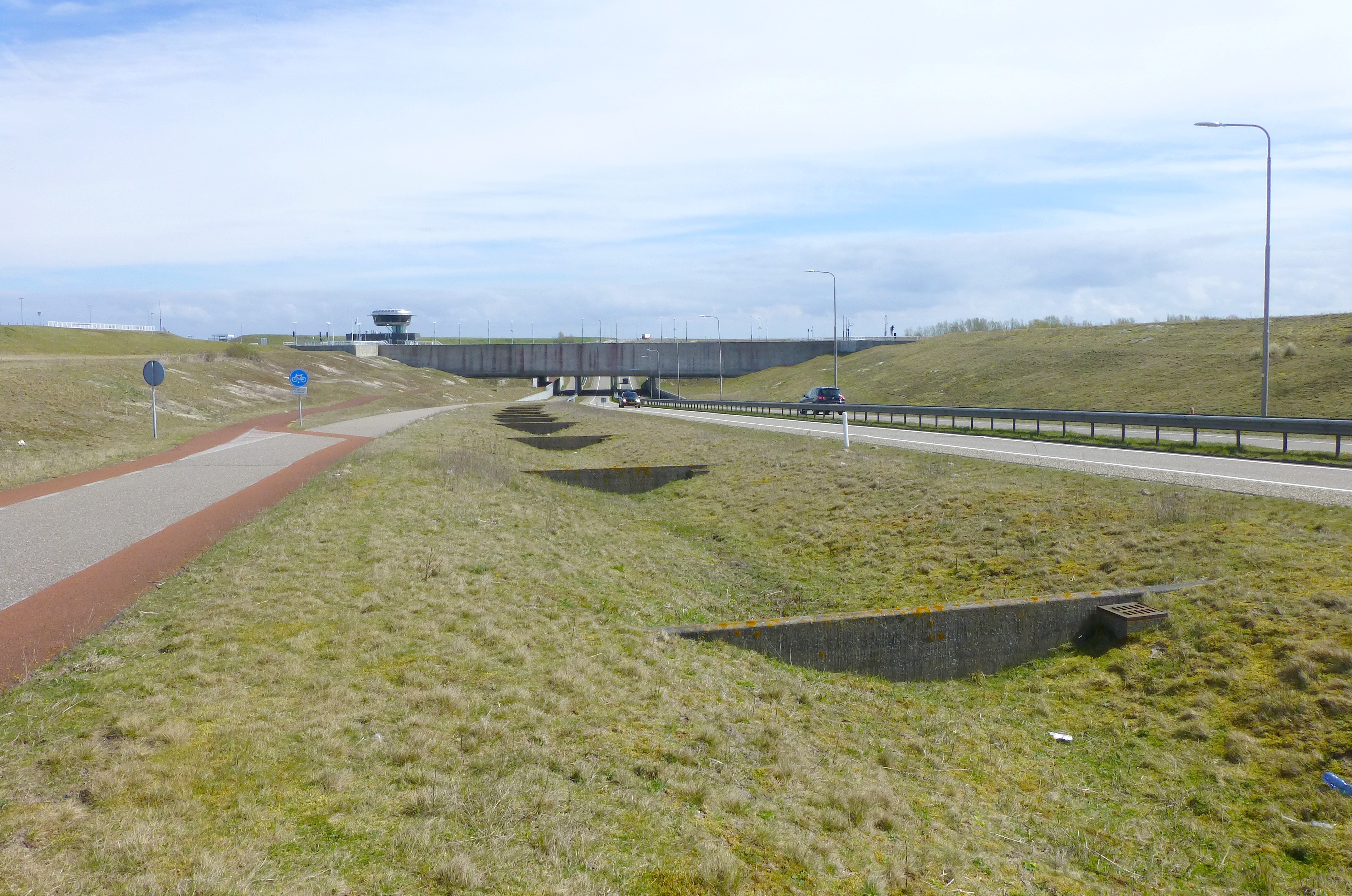
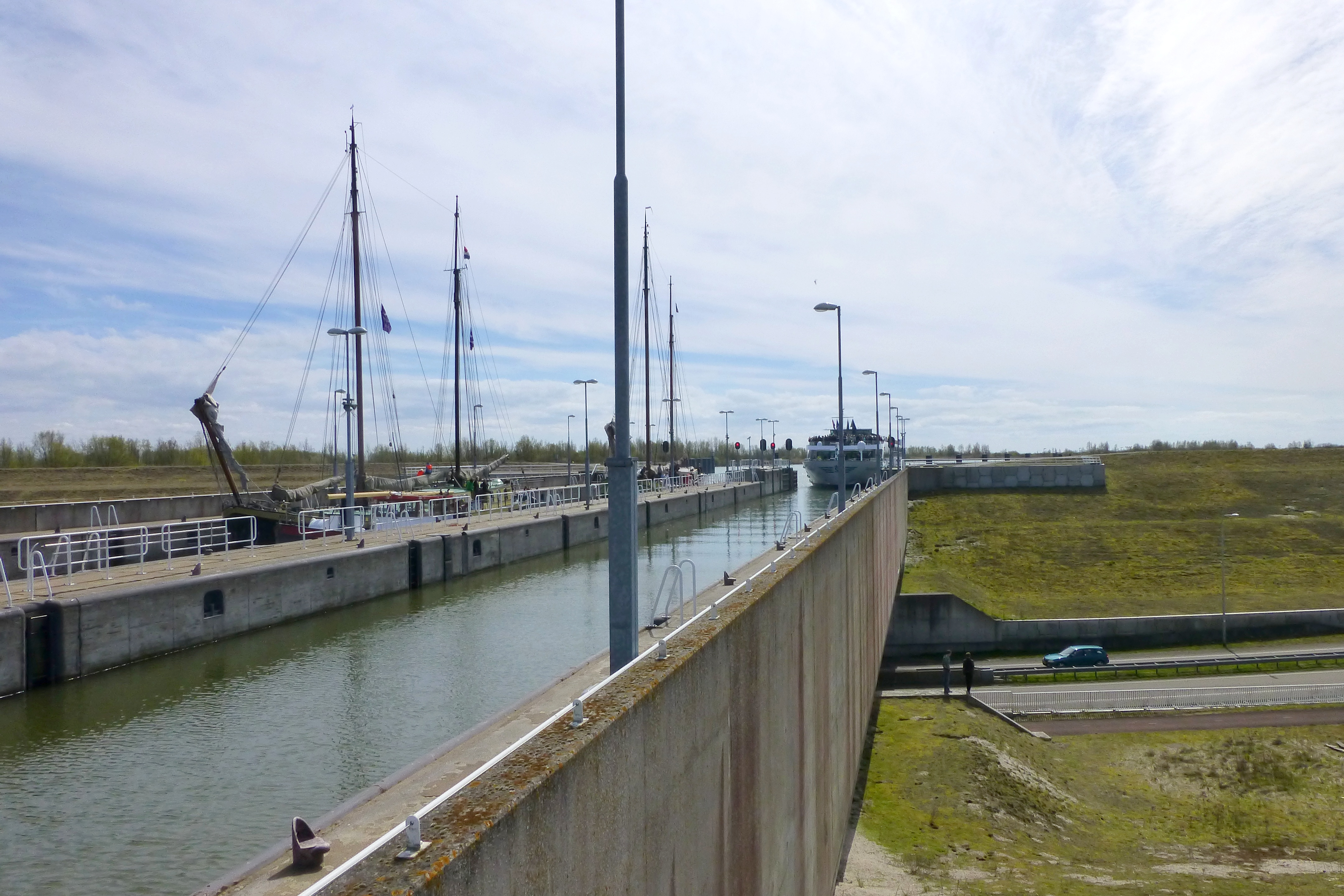
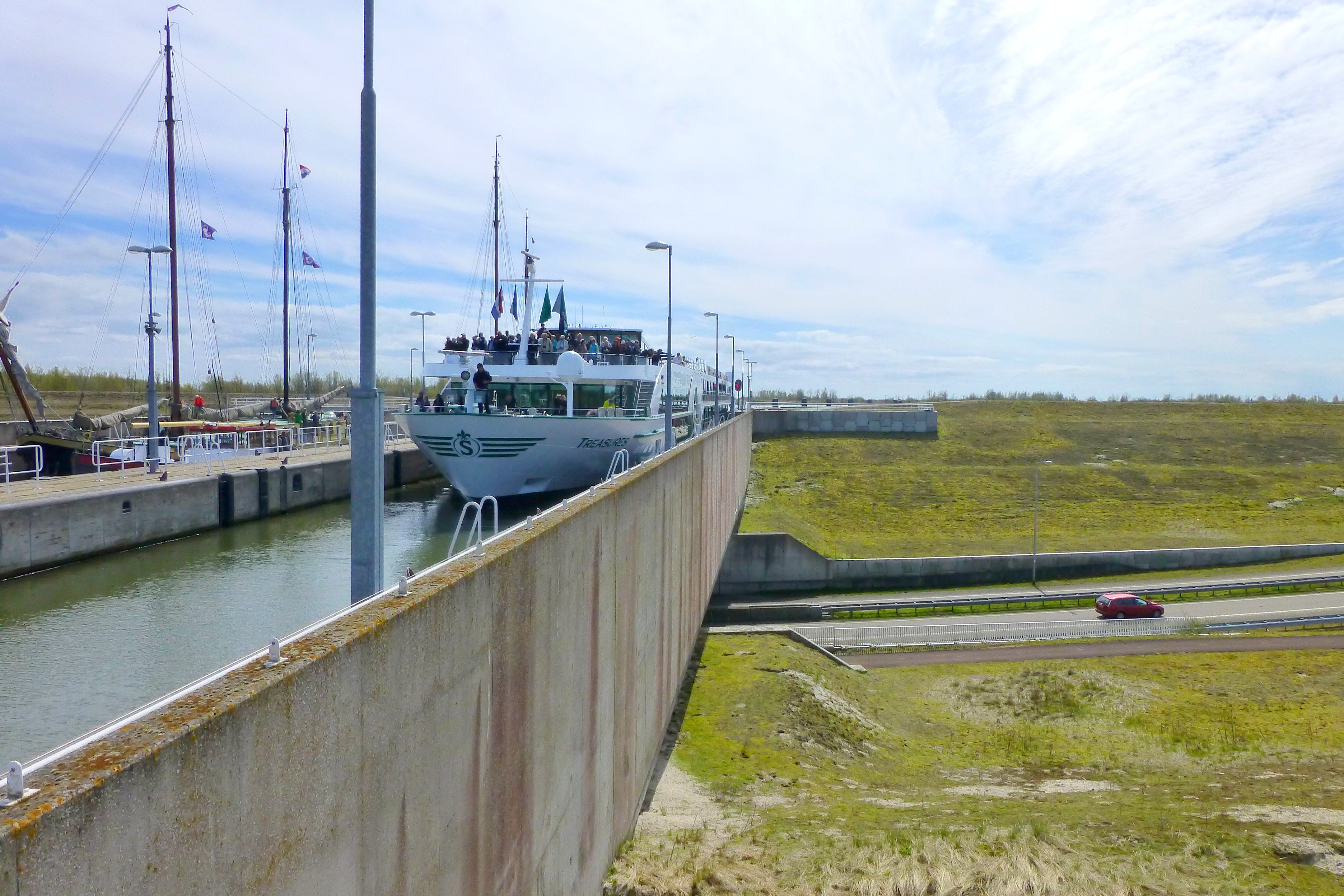
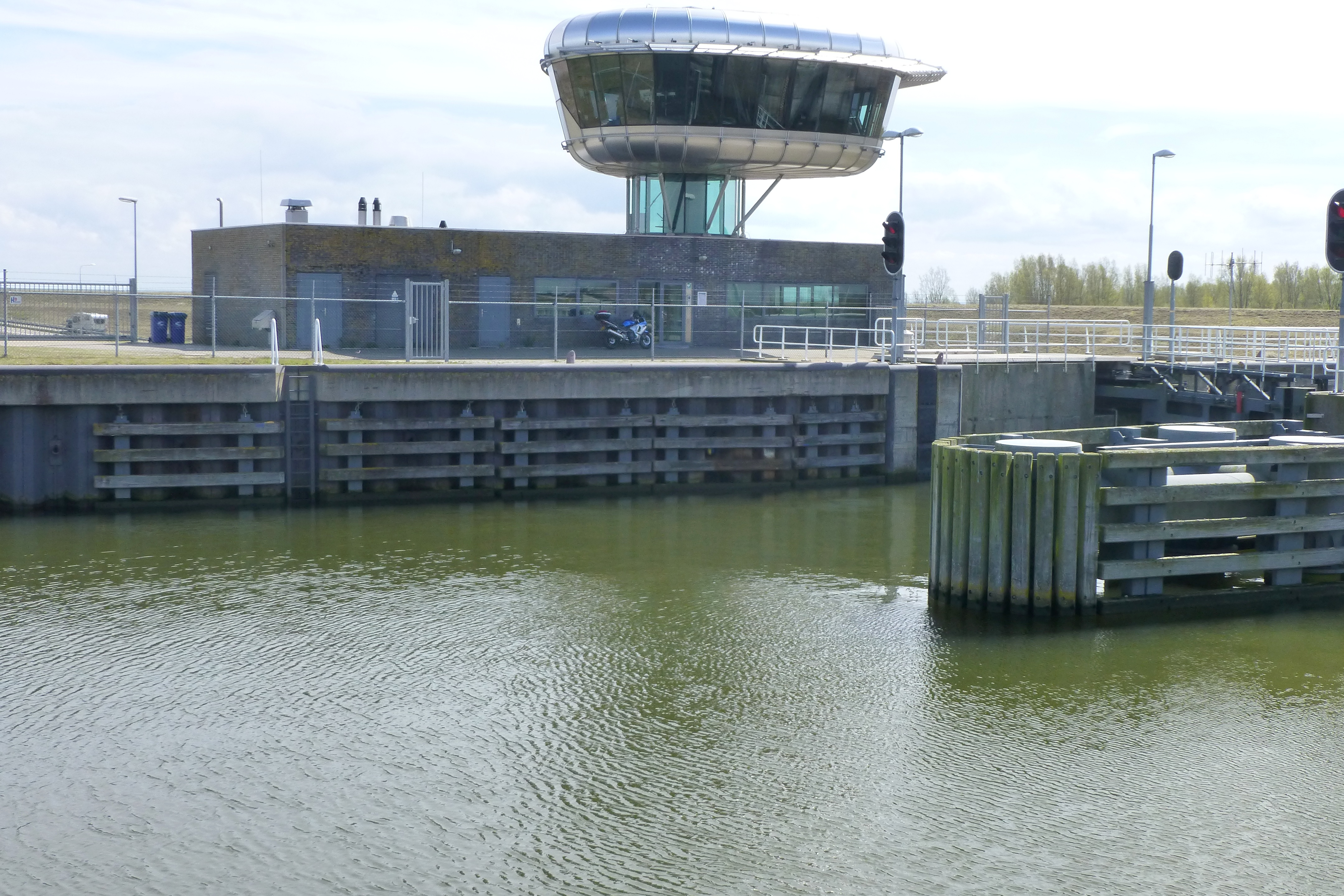

Friese sluis · 
Hoge Knarsluis · 
Houtribsluizen · 
Ketelsluis · 
Lage Knarsluis · 
Naviduct Krabbersgat · 
Noordersluis · 
Reevesluis · 
Roggebotsluis · 
Vaartsluis · 
Voorstersluis · 
Urkersluis · 
Zuidersluis